# Kerkpad Zuidzijde 17
Kerkpad Zuidzijde 17 is een gemeentelijk monument in Soest in de provincie Utrecht. Het huis is opgesplitst met Lange Brinkweg 38e.
De langhuisboerderij staat op de hoek met de Kruisweg. Op deze plek werd het huidige pand na een brand in 1880 herbouwd.
De erker aan de rechterzijde is in 1955 aangebouwd, de ingang is ernaast. Het achterhuis werd in 1966 verlengd. De boerderij is met riet gedekt en staat met de nok haaks op het Kerkpad. Binnen is een kelder. De symmetrische voorgevel is bepleisterd in blokverdeling. De kapberg aan de achterzijde werd later gebruikt als wagenschuur. In 1968 werden het bakhuis en twee varkenshokken afgebroken.